# Sita (stolica tytularna)
Sita (łac. Diocesis  Sitensis) – stolica historycznej diecezji we Cesarstwie rzymskim w prowincji Mauretania Cezarensis, zlikwidowana w VII w. podczas ekspansji islamskiej, współcześnie w północnej Algierii. Obecnie katolickie biskupstwo tytularne.

## Biskupi tytularni
| Lp. | Biskup                      | Funkcja                                      | Od                | Do                   |
| --- | --------------------------- | -------------------------------------------- | ----------------- | -------------------- |
| 1   | Christian Herman Winkelmann | biskup pomocniczy St. Louis (USA)            | 13 września 1933  | 27 grudnia 1939      |
| 2   | Henry Joseph O’Brien        | biskup pomocniczy Hartford (USA)             | 19 marca 1940     | 7 kwietnia 1945      |
| 3   | Daniel Joseph Feeney        | biskup pomocniczy Portland (USA)             | 22 czerwca 1946   | 8 września 1955      |
| 4   | Alexander Carter            | biskup koadiutor Sault Sainte Marie (Kanada) | 10 grudnia 1956   | 22 listopada 1958    |
| 5   | Angelo Zambarbieri          | biskup koadiutor Guastalli (Włochy)          | 12 marca 1959     | 6 maja 1960          |
| 6   | James Ward                  | biskup pomocniczy Glasgow (Szkocja)          | 2 lipca 1960      | 21 października 1973 |
| 7   | Enrique Alvear Urrutia      | biskup pomocniczy Santiago (Chile)           | 9 lutego 1974     | 29 kwietnia 1982     |
| 8   | José Palmeira Lessa         | biskup pomocniczy Rio de Janeiro (Brazylia)  | 21 czerwca 1982   | 30 października 1987 |
| 9   | Moacyr José Vitti           | biskup pomocniczy Kurytyby (Brazylia)        | 12 listopada 1987 | 15 maja 2002         |
| 10  | Štefan Sečka                | biskup pomocniczy Spiszu (Słowacja)          | 28 czerwca 2002   | 4 sierpnia 2011      |
| 11  | Joaquim Wladimir Lopes Dias | biskup pomocniczy Vitória (Brazylia)         | 21 grudnia 2011   | 4 marca 2015         |
| 12  | Udo Bentz                   | biskup pomocniczy Moguncji (Niemcy)          | 15 lipca 2015     | 9 grudnia 2023       |
| 13  | Paul Dempsey                | biskup pomocniczy Dublina (Irlandia)         | 10 kwietnia 2024  |                      |